# Weinbaumuseum Getreidekasten
Im Gebäude des ehemaligen Getreidespeichers des Herrenhofs in Mußbach an der Weinstraße befindet sich das Weinbaumuseum Getreidekasten, das nach Vereinbarung besichtigt werden kann. Im Souterrain, dem früheren Zehntkeller, werden Maschinen und Gerätschaften präsentiert, die etwa vom Beginn des 19. Jahrhunderts bis nach dem Zweiten Weltkrieg im Weinbau verwendet wurden, darunter auch die Halbstück-, Stück- und Mehrstückfässer, deren Bezeichnung auf die Mengeneinheit Stück zurückgeht. Im Hochparterre wird über alle Arbeiten des Winzers von der Anlage eines Weinbergs über die Lese und Kelterung der Trauben bis hin zur eigentlichen Weinherstellung informiert.